# Major Grom : Le Docteur de peste
Série Univers Bubble
Major Grom (ru)
(2017) Major Grom : Le Jeu
(2024)
Pour plus de détails, voir Fiche technique et Distribution.
Major Grom : Le Docteur de peste (Майор Гром: Чумной Доктор) est un film de super-héros russe réalisé par Oleg Trofime, sorti en 2021. Il s'agit de l'adaptation de la série de bandes dessinées du même nom (en) créée par Artyom Gabrelyanov (en), de l'éditeur russe Bubble Comics, et du premier long métrage basé sur des bandes dessinées russes.

## Synopsis
A Saint-Pétersbourg, le major de police Igor Grom tente de concilier ses méthodes peu protocolaires avec les ordres de sa direction. S'il est  connu pour sa détermination, son honnêteté, ses capacités de détective ainsi que ses compétences de combat au corps à corps, sa nature revêche le rend particulièrement difficile à suivre.
Lorsque Grom se lance sur les traces d'un tueur-justicier arborant le masque d'un docteur de peste, il se retrouve au cœur d'une enquête qui le dépasse…

## Fiche technique
Sauf indication contraire, les informations mentionnées dans cette section peuvent être confirmées par la base de données cinématographiques IMDb,  présente dans la section « Liens externes ».
- Titre original : Майор Гром: Чумной Доктор
- Titre français : Major Grom : Le Docteur de peste
- Réalisation : Oleg Trofime
- Scénario : Artiom Gabrelianov, Roman Kotkov, Evgeny Eronine, Anastasia Kim, Valentina Tronova, Nikolaï Titov d'après l'œuvre éponyme d'Artiom Gabrelianov et Evgeny Fedotov
- Direction artistique : Dmitriy Onishchenko
- Costumes : Anna Kudevich
- Photographie : Maxim Zhukov
- Montage : Youriy Karikh
- Musique : Roman Seliverstov
- Production : Artyom Gabrelyanov, Michael Kitaev, Olga Filipuk, Roman Kotkov et Evgeniy Eronin
- Sociétés de production : Bubble Studios et KinoPoisk
- Sociétés de distribution : Walt Disney Studios Motion Pictures (Russie) ; Netflix (monde)
- Pays d'origine :  Russie
- Langue originale : russe
- Format : couleur — son Dolby Digital
- Genre : aventures, action, policier, super-héros
- Durée : 137 minutes
- Dates de sortie :
  - Russie : 1er avril 2021
  - Monde : 7 juillet 2021 sur Netflix
- Classification :
  - Déconseillé aux moins de treize ans

## Distribution
- Tikhon Jiznevski (VF : Damien Ferrette) : Igor Grom, membre de la police de Saint-Pétersbourg
- Lioubov Aksionova (en) (VF : Clara Quilichini) : Yulia Pchelkina, une bloggeuse journaliste
- Alekseï Maklakov (en) (VF : Michel Prud'homme) : Colonel General Fyodor Prokopenko, chef d'Igor Grom
- Aleksandr Seteïkine (VF : Thomas Sagols) : Dmitry « Dima » Dubin, jeune partenaire d'Igor
- Sergueï Gorochko (VF : Gauthier Battoue) : Sergei Razumovsky, un milliardaire philanthrope, créateur du réseau Vmeste, « Le docteur de la peste »
- Dmitri Tchebotariov (VF : Cédric Dumond) : Oleg Volkov, ami d'enfance et garde du corps de Razumovsky
- Mikhaïl Evlanov (VF : Vincent Ropion) : Evgeny Strelkov
- Kyivstoner (VF : Maxime Hoareau) : Booster Ignat, l'informateur de Grom
- Oleg Tchugunov : Aleksei « Lyosha » Makarov, un garçon de l'orphelinat
- Youri Nasonov : Kirill Grechkin, fils criminel d'un milliardaire
- Anna Nevskaia  : Olga Isaeva
- Youri Vaksman : Philipp Zilchenko
- Vitaly Khaev  (VF : Michel Vigné) : Albert Bekhtiev, entrepreneur, propriétaire du Golden Dragon casino
- Youlia Parchouta (VF : Vanessa Van-Geneugden) : Anna Terebkina, la présentatrice

version française réalisée par la société de doublage Dubbing Brothers, sous la direction artistique d'Alexis Tomassian, avec une adaptation des dialogues par Jérôme Dalotel, sous la gestion de projet par Soraya Bouznada.
 Source et légende : version française (VF) sur RS Doublage

## Production
Le tournage a lieu entre août 2017 et septembre 2019, à Saint-Pétersbourg. En octobre 2019 de la même année, on annonce que le film ne serait pas diffusé à la date d'échéance. Il se termine en décembre.

## Accueil
Un teaser du film est présenté pour la première fois le 30 septembre 2017 au festival IgroMir / Comic-Con Russia.
Le film devait initialement être diffusé à l'écran en 2019. La première bande-annonce officielle est sortie le 27 mai 2020, un jour après les célébrations de l'anniversaire de Saint-Pétersbourg.

## Univers étendu
Une préquelle (Гром: Трудное детство), centrée sur Grom enfant et son père Konstantin Grom, est sortie en 2023.
Une suite directe, intitulée Major Grom : The Game, est annoncée pour mai 2024.